# Herrick (Illinois)
Herrick – wieś w Stanach Zjednoczonych, w stanie Illinois, w hrabstwie Shelby.